# 张勋 (北宋)
张勋（900年—967年），五代十国至北宋河南洛阳人。
后晋开运初年，在留守景延广麾下，为供奉官。后周时，周世宗任命他为申州缘淮巡检。担任光州监军时，攻黄州，败在麻城击败南唐军，击破柏业山砦，眼中流矢，转任内园副使、霸州兵马都监。宋朝建立后，跟随石守信在太行山击败李筠，破泽州。讨李重进，克扬州有功。平荆南湖南，以战功，拜衡州刺史。宋太祖乾德初年，攻克郴州及桂阳监，留为刺史兼监使。张勋为将领残忍好杀，每次攻破城邑，扬言“且斩”，时人称他为“张且斩”，在扬州去世。

## 延伸阅读
[在维基数据编辑]
 《宋史/卷271》，出自脱脱《宋史》